# ドラえもん (星野源の曲)
「ドラえもん」は、日本のシンガーソングライター・星野源の楽曲。2018年（平成30年）2月28日に11枚目のシングルとしてJVCケンウッド・ビクターエンタテインメントの社内カンパニーであるSPEEDSTAR RECORDSより発売された。
表題曲である「ドラえもん」は『映画ドラえもん のび太の宝島』の主題歌として、B面の曲である「ここにいないあなたへ」は同作の挿入歌としてそれぞれ書き下ろされ、なお、カップリング曲である「ここにいないあなたへ」はリリースから2年10ヶ月後の2020年12月、本人が出演する『NTTドコモ』のCMソングに起用された。
また、「ドラえもん」はTVシリーズ『ドラえもん』（第2作2期）の放送時間帯変更に合わせ、2019年10月5日から2024年11月2日までオープニング曲として採用されていた。。

## 背景とリリース
星野は2016年ごろにドラえもんの映画の主題歌と挿入歌のオファーをもらった。オファーしてすぐに制作に取り掛かると、映画が公開した時にアイデアの鮮度が失われるという考えから、星野が楽曲の製作に取り掛かったのは脚本を受け取った後である。
星野は大長編シリーズに共通する要素を歌で表現したいと考え、曲の題名を「ドラえもん」に決めた。
星野は作品名を曲の名前にすると世界観を狭めるおそれがあるとしつつも、「ドラえもん」という言葉は誰もが知っているため、今しかないと思ったとドラえもんチャンネルの特設サイトのインタビューの中で振り返っている。なお1973年放送のTVシリーズ第1作主題歌も本曲と同名のタイトルチューン「ドラえもん」であった。
当初は異なる方向性で構想を練っていたものの、なかなかうまくいかず、時間を置いたうえで、素直に『ドラえもん』を作ることにした。すると、イントロのメロディが思い浮かび、次いで歌詞も出来上がり、数週間ほどで完成した。
2017年（平成29年）12月1日に、星野源が『映画 ドラえもん のび太の宝島』の主題歌と挿入歌を担当する事が発表された。2018年1月15日に主題歌のタイトルが「ドラえもん」で、11枚目のシングルとして2018年2月28日にリリースされる事が発表された。また、2018年1月16日に放送されたラジオ番組『星野源のオールナイトニッポン』にて、初めて同楽曲のフルコーラスが公開された。
2019年10月5日からTVシリーズ版『ドラえもん』の放送時間帯変更に伴い、「ドラえもん」がオープニング曲として採用された。映画主題歌からオープニング曲への逆輸入（採用）は『ドラえもん』では史上初となる。TVシリーズのオープニング映像の監督は、『のび太の宝島』などの予告を手掛けた依田伸隆（10GAUGE）が務めており、過去1年間の番組映像を加工して再編集したものが使われた。当初はTVシリーズの主題歌として使用するのは1年間限定の契約だったが、好評のため最終的に2024年11月2日まで5年間にわたり使用された。
また、2019年11月29日に東京・お台場に設置された「ドラえもん タイムスクエア」のからくり時計のメロディーには「ドラえもん」の器楽アレンジ版が用いられている（これはからくりの演出に合わせたもの）。

## 歌詞と音楽性

### 歌詞と音楽性（ドラえもん）
表題曲「ドラえもん」の歌詞には、原作者である藤子・F・不二雄の発言や登場人物の名前をもじった言葉が織り込まれている。
たとえば、冒頭の「少しだけ不思議な 普段のお話」というフレーズについては、藤子が「SF」の略語を一般的な「サイエンス・フィクション」ではなく「すこしふしぎな物語」であるとした、執筆活動の根幹を成す解釈を引用したものとなっている。また「指先と机の間 二次元」というフレーズは「〈指先と机の間〉にはペンと原稿用紙があり、その中に〈二次元〉の漫画が描かれていく--キャラクターが暮らす三次元の世界、ドラえもんのもつ四次元ポケットなど、1枚の紙の中に色々な次元が同時に混在していることを曲の中で表現したかったのだ」と1月23日に放送された『星野源のオールナイトニッポン』にて星野自身が解説している。
また、楽曲終盤の「いつか 時が流れて 必ず辿（たど）り着くから 君をつくるよ どどどどどどどどど ドラえもん」というフレーズがドラえもんの「幻の最終回」とされた二次創作を想起させるとファンや評論家の間で話題となり、TVシリーズ版のオープニングを手掛けた依田も同じようなことを考えたと、まんたんウェブとのインタビューの中で話している。
星野は制作に当たり「『ドラえもん』は『藤子先生という影みたいなものが楽曲の中にフワッと表現できたら』」という意図があったことを『オールナイトニッポン』の1月23日放送分の中で明かしている。星野は歌詞の内容について、「日常に軸足が置かれた作品なので、〈ドラえもん〉を歌う歌詞は、今を生きる人たちに向けた歌詞にもなるんじゃないかなって。（中略）〈何者でもなくても／世界を救おう〉という歌詞が書けた時に、どんな人でも世界を救ったり、未来を作れたりできるんだという思いが表現できたような気がしました」とmikikiの門間雄介とのインタビューの中で説明する一方、「すごく遊んでる感覚になれたんですよね、作ってる最中に。（中略）遊んでるんだけど、真剣にやらないとこの遊びから振り落とされるというか。この曲をきっかけに、これから作る自分の音楽は、もっと遊べるんじゃないかっていう感覚になれた気がします」とも話している。
星野は同楽曲の音楽性について「ニューオーリンズと『笑点』のハイブリッド」とラジオやインタビューの中で話しており、たとえばイントロのフレーズはセカンド・ラインのリズムとコミカルな旋律で構成されている。
星野はこれらの要素を取り入れた理由について、「ニューオーリンズのサウンドを、前からずっと自分の音楽として消化したかったんですよね。だからイントロのフレーズを思い付いた時、〈お、来た!〉って。ニューオーリンズと『笑点』の間くらいな感じがしたんです（笑）。（中略）考えてみれば、〈笑点〉も〈ドラえもん〉と同じように日本人に根付いたものだし、あのイントロのポップさは〈ドラえもん〉にぴったりだなと思ったので、ゲラゲラ笑いながら作りました」と門間のとのインタビューの中で話している。
また、間奏に「ぼくドラえもん」の旋律が引用されており、2018年2月2日放送分のテレビ朝日系アニメ『ドラえもん』エンディングに表題曲「ドラえもん」が使用された際には間奏作曲として菊池俊輔の名が併せてクレジットされていた。

### 歌詞と音楽性（カップリング曲）
2曲目の「ここにいないあなたへ」は星野が幼少期に観たドラえもんの映画作品の中で流れていた武田鉄矢や西田敏行の歌を意識して作られており、歌詞の内容は物語の場面に合わせたものとなっている。星野はオファーをもらった際に浮かんだイメージが『エピソード』の頃のサウンドのイメージと重なったとmikikiとのインタビューで話しており、ドラえもんに頼んでタイムマシンで2011年の自分にオファーしたとも話している。同楽曲では本澤尚之がオンド・マルトノで参加している。
3曲目の「The Shower」の歌詞は「ママ」と「シャワー」の二語以外はすべてひらがなで構成されており、ニュースサイト・ナタリーの紹介記事では思春期の少女を連想させる内容とされている一方、一部の音楽評論家は『ドラえもん』の登場人物の一人である源静香のことではないかと指摘している。
また、同楽曲ではSTUTSがサンプラーマシンMPCで、櫻田泰啓がハモンドオルガンでそれぞれ参加している。

## ミュージックビデオ
「ドラえもん」のミュージックビデオには、「恋」（2016年10月5日発売）にも出演したダンスカンパニーELEVENPLAYが参加しており、振り付けは同カンパニー代表のMIKIKOが手掛けた。
星野が企画・プロデュースしたこのミュージックビデオは、土管の置かれた空き地などを背景に、ELEVENPLAYのメンバーが青いワンピースを着て踊ったり、メガネ姿の星野が歌う内容である。
また、監督の関和亮や美術の吉田ユニなど、「恋」の時のスタッフが「ドラえもん」のミュージックビデオの制作にも参加している。
ちなみにこの時星野本人は高熱を出している。

## 収録曲と規格
| #         | タイトル                           | 作詞               | 作曲      | 編曲      | 時間  |
| --------- | ---------------------------------- | ------------------ | --------- | --------- | ----- |
| 1.        | 「ドラえもん」                     | 星野源             | 星野源    | 星野源    | 3:59  |
| 2.        | 「ここにいないあなたへ」           | 星野源             | 星野源    | 星野源    | 4:56  |
| 3.        | 「The Shower」                     | 星野源             | 星野源    | 星野源    | 3:53  |
| 4.        | 「ドラえもんのうた（House Ver.）」 | 楠部工・ばばすすむ | 菊池俊輔  | 星野源    | 3:56  |
| 合計時間: | 合計時間:                          | 合計時間:          | 合計時間: | 合計時間: | 16:44 |

### 初回限定盤特典DVD
初回限定盤の特典DVD「ViVi Video」には、下記の作品が収録されている。
- ニセ明をスキーに連れてって
- 星野源と友人によるコメンタリー
- 厳選弾き語りライブ映像（テレビ朝日ドリームフェスティバル）
  - 地獄でなぜ悪い
  - 化物
  - SUN
  - 恋

## 参加ミュージシャン
- 星野源：Vocal, Guitar, Piano, Chorus
- 河村"カースケ"智康：Drums, Tambourine
- 伊藤大地：Drums
- STUTS：MPC[21]
- ハマ・オカモト（OKAMOTO'S）：Bass
- 伊賀航：Bass
- 小林創：Fender Rhodes
- 野村卓史：Piano
- 櫻田泰啓：Wurlitzer, Hammond Organ[20]
- 長岡亮介（ペトロールズ,ex.東京事変）：Guitar, Chorus
- 石橋英子：Chorus
- 美央・城戸喜代・入江茜・黒木薫・加藤玲名：1st Violin
- 伊能修・下川美帆・村井俊朗・小寺里奈：2nd Violin
- 菊地幹代・舘泉礼一：Viola
- 笠原あやの・村中俊之：Cello
- 本澤尚之：Ondes Martenot[20]
- 武嶋聡：Clarinet
- 福士マリ子：Bassoon
- 庄司知世・竹内由佳：Horn
- 東條あづさ・榎本裕介：Trombone
- 木村仁哉：Tuba
- 水田わさび：Doraemon

## パフォーマンス
「ドラえもん」は2018年12月19日発売のアルバム『POP VIRUS』には収録されていないものの、「星野源 DOME TOUR 2019『POP VIRUS』」にて披露されたほか、同年行われた「POP VIRUS World Tour」の上海公演においても披露された。

## 反響
ビルボードによると、「ドラえもん」は楽曲が公開された直後からラジオの再生回数が上がり、Twitterでのツイートランキングで1位を獲得しただけでなく、後から公開されたミュージックビデオも再生回数ランキングにおいて1位を獲得したとされている。

### チャート成績
2018年2月27日付のオリコンデイリーランキングでは9.4万枚を売り上げ1位にランクインし、その後も6日連続で1位をキープした。3月12日付のオリコン週間ランキングでは、発売初週の時点で14.4万枚を売上げ1位にランクインし、前作「Family Song」に引き続き2作連続で1位を獲得した。『ドラえもん』の主題歌がオリコン週間ランキングで1位を獲得するのはKis-My-Ft2の「光のシグナル」以来、4年ぶりの快挙となった。また、アニメ週間チャートにおいても星野源にとって初の1位を獲得した。
ビルボードにおいてもHot 100・Top Singles Sales・Hot Animationの3部門全てで1位を獲得した。特にHot Animationは初の首位獲得となり、翌週以降も6週連続で1位にとどまっていた。

### 批評家による批評
ROCKIN'ON JAPANの小池宏和は「ドラえもん」のミュージックビデオについて『ドラえもん』の世界観がよく表れているとしつつも、星野源の作家性が強く表れていると述べている。
また、小池は「ここにいないあなたへ」について、過去の星野の作風を連想させると同時に、ブラスアレンジや間奏のオンド・マルトノの音色が星野のサウンドの新しい形態を感じさせると評価している。
同じくROCKIN'ON JAPANの杉浦美恵も「ドラえもん」について、「曲が生まれた背景も含め、今回の楽曲によって、『ドラえもん』という存在の強さや幸福感を、改めて感じている。」と述べており、「作品への理解と自己表現とが、何ひとつ矛盾することなく共存する、究極に幸せなタイアップ曲なんじゃないかと思う。」と評価している。
リアルサウンドの柴那典は「ドラえもん」について、様々な仕掛けと大胆な挑戦に満ちた曲でありながら、一度聴いたら忘れられない曲に仕上がっていることに衝撃を受けたと評価している。また、柴は「The Shower」について、ブラックミュージックを独自に解釈した彼のやり方を示すような曲だと評価している。